# 伯格曼 (阿肯色州)
伯格曼（英語：Bergman）是一個位於美國阿肯色州布恩縣的城鎮。根據2020年美國人口普查，該地人口為426人，而該地的面積約為3.38平方千米。

## 地理
伯格曼的座標為36°18′46″N 93°00′40″W / 36.31278°N 93.01111°W，而該地的平均海拔高度為369米（即1211英尺）。